# Olios longipedatus
Olios longipedatus är en spindelart som beskrevs av Roewer 1951. Olios longipedatus ingår i släktet Olios och familjen jättekrabbspindlar. Inga underarter finns listade i Catalogue of Life.